# فلوریان برونز
فلوریان برونز (انگلیسی: Florian Bruns؛ زادهٔ ۲۱ اوت ۱۹۷۹) بازیکن فوتبال اهل آلمان است.
از باشگاه‌هایی که در آن بازی کرده‌است می‌توان به باشگاه فوتبال آلمانیا آخن، باشگاه فوتبال یونیون برلین، باشگاه فوتبال فرایبورگ، و باشگاه فوتبال سن پائولی اشاره کرد.
وی همچنین در تیم ملی فوتبال زیر ۲۱ سال آلمان بازی کرده‌است.